# 水晶のかけら
『水晶のかけら』（すいしょうのかけら）は谷口宗一の2枚目のオリジナル・フルアルバム。3枚目のシングル「君だけに輝く宝石」と同日発売。
前作『太陽の君 三日月の僕』から7ヶ月と短いインターバルでリリースされた。谷口宗一のアルバムの中では1番の売上を記録している。

## 収録曲
1. so friend's
  - 作詞・作曲：小林孝至／編曲：阿部雅宏
2. 反逆の叫び
  - 作詞：小林孝至, 谷口宗一／作曲：小林孝至／編曲：Jessica Corcoran
3. 僕の中の牙
  - 作詞：小林孝至／作曲：谷口宗一／編曲：Jessica Corcoran
4. 君だけに輝く宝石
  - 作詞：小林孝至／作曲：谷口宗一／編曲：Jessica Corcoran

3枚目のシングル。このアルバムと同日発売となった。
5. 空を見上げる涙は…
  - 作詞：小林孝至／作曲：谷口宗一／編曲：Jessica Corcoran

2枚目のシングル。
6. 雨に咲いた紫陽花の青空
  - 作詞：小林孝至／作曲：谷口宗一／編曲：Jessica Corcoran
7. 週末のgoal (U.K.Remix)
  - 作詞：小林孝至／作曲：谷口宗一／編曲：井上龍彦